# Sins of Her Parent
Sins of Her Parent er en amerikansk stumfilm fra 1916 af Frank Lloyd.

## Medvirkende
- Gladys Brockwell som Adrian Gardiner / Valerie Marchmont.
- William Clifford som Robert Carver.
- Carl von Schiller som Richard Carver.
- George Webb som Arthur Heatherway.
- Herschel Mayall som Jim McNeil.